# خوان پابلو مینیو
خوان پابلو مینیو (اسپانیایی: Juan Pablo Miño‎؛ زادهٔ ۲۳ اوت ۱۹۸۷) بازیکن فوتبال اهل آرژانتین است.

## باشگاهی
از باشگاه‌هایی که در آن بازی کرده‌است می‌توان به باشگاه ورزشی آئوداکس ایتالیانو اشاره کرد.